# Il sudario della mummia
Il sudario della mummia (The Mummy's Shroud) è un film del 1967 diretto da John Gilling e prodotto dalla Hammer Film Productions.

## Trama
Antico Egitto, 2.000 a.C.. Il faraone Man-Tah ebbe un figlio, Kah-Toh-Bey, ma il fratello minore, deciso a divenire re al posto dell’erede legittimo, capeggiò una vittoriosa rivolta contro il faraone, che ordinò al fedele schiavo Prem di fuggire nel deserto insieme a Kah-Toh-Bey. Mentre il giovane principe, accompagnato dai pochi schiavi fedeli a suo padre, viaggiava attraverso il deserto, la fatica e la sete uccidevano a uno a uno i suoi compagni, e così anche Kah-Toh-Bey alla fine doveva soccombere; ma prima di morire, egli donò a Prem il pendente con il simbolo dei faraoni. Dopodiché, lo schiavo fedele coprì le spoglie di Kah-Toh-Bey con un sudario sacro e le seppellì.
Egitto, 1920. Una spedizione finanziata dal facoltoso Stanley Preston e capitanata dall'archeologo Sir Basil Walden, alla quale partecipano il figlio del finanziatore, Paul, l'assistente di Sir Basil, Claire, e un amico di Paul, Harry Newton, è partita alla ricerca della tomba di Kah-Toh-Bey. Trascorso del tempo senza ricevere notizie, Preston, in pensiero, decide di raggiungere la spedizione scientifica con una squadra di soccorso, accompagnato dal suo impacciato segretario Longbarrow. Intanto la spedizione ha ritrovato la tomba ma, dopo il drammatico incontro con il guardiano di quest'ultima, Sir Basil viene morso da un mamba; sopraggiunge allora la squadra guidata da Preston e dopo molte ore di lavoro si riesce a entrare nella camera mortuaria, dove vengono rinvenuti i resti di Kah-Toh-Bey e il sudario sacro. Claire, che conosce la lingua dell’Antico Egitto, si rifiuta però di leggere le iscrizioni riportate sul drappo, nel timore dell’avverarsi di un’antica maledizione se mai lo facesse.
Tornati alla base di Mezzera, Sir Basil finisce in ospedale e successivamente in manicomio. Mentre Paul litiga con il padre a causa dei meriti che quest’ultimo si attribuisce ingiustamente, l'archeologo fugge e durante la notte viene accolto da un'anziana veggente (che è poi la madre del guardiano della tomba di Kah-Toh-Bey), la quale gli predice che la mummia dello schiavo Prem sarebbe tornata in vita e avrebbe ucciso tutti coloro che profanarono il sepolcro del giovane principe. Dopo la morte di Sir Basil, Preston inizia a temere per la sua vita e tenta di partire ad ogni occasione, ma viene sempre fermato dall'ispettore Barrani della polizia egiziana. La sua inquietudine aumenta dopo che anche Harry e Longbarrow vengono misteriosamente assassinati. Durante il suo ultimo tentativo di fuga anche Preston viene ucciso. Responsabile dei delitti è il guardiano della tomba, che leggendo le iscrizioni del sudario sacro ha risvegliato la mummia facendogli uccidere a uno a uno i profanatori del sepolcro.
La mattina seguente, Paul e Claire, unici superstiti della sfortunata spedizione, cercano di salvarsi. Claire si reca dalla veggente, che sapendola conoscitrice dell’antica lingua egizia le rivela il modo per fermare la vendetta della mummia vivente. La ragazza corre allora al museo e davanti al sarcofago di Prem inizia a recitare la formula che dovrebbe dare finalmente la pace allo schiavo ritornato in vita. Il guardiano però costringe la mummia ad aggredire Claire e solo l’intervento dell'ispettore Barrani, che uccide il guardiano permettendo così a Paul di recuperare il sudario, consente a Claire di pronunciare le ultime parole della formula scritte sul drappo sacro. La mummia quindi si blocca e cade al suolo riducendosi a un mucchio di ceneri.